# جسیکا آلمناس
جسیکا ماگدانلا ترسه آلمناس (متولد ۱۶ نوامبر ۱۹۷۵) یک مجری تلویزیونی، گزارشگر و شرکت کننده سابق مسابقات زیبایی در سوئد است. او در حال حاضر مجری برنامه مسابقات اسب‌دوانی به نام «ویناره ۷۵» است و پیش از این، بین سال‌های ۲۰۰۸ تا ۲۰۱۶ مجری برنامه محبوب رقص سلبریتی‌ها به نام «بیا برقصیم» در شبکه TV4 سوئد بود. در سال ۱۹۹۸ نفر دوم مسابقات دختر شایسته سوئد شد و در همان سال به عنوان نماینده کشورش در مسابقه جهانی دختر شایسته شركت كرد.
و همچنین مجری برنامه‌های دیگری همچون «نیوزمورگون» بوده است. و به همراه آدام السینگ، مراسم اهدای جوایز فوتبال به نام «فوتبالس‌گالان» در سال‌های ۲۰۰۶، ۲۰۰۷، ۲۰۰۸ و ۲۰۰۹ را اجرا کرد.
جسیکا آلمناس همچنین مجری برنامه جوایز تلویزیونی «کریستالن» در سال ۲۰۰۸ بود و در سال ۲۰۱۴ نیز به عنوان خبرنگار، مصاحبه با مهمانان مشهور این مراسم را برعهده داشت  و در سال‌های ۲۰۱۱ و ۲۰۱۲ مجری برنامه «بزرگ‌ترین بازنده» در شبکه TV4 بود.
آلمناس علاوه بر درخشش در عرصه تلویزیون، سابقه‌ای قابل توجه در بسکتبال نیز دارد. او در دوران جوانی به طور حرفه‌ای در تیم "براهه بسکت" بازی می‌کرد و تجربیات ارزشمندی در این رشته ورزشی کسب کرد. حضور آلمناس در این تیم نه تنها به پیشرفت او در بسکتبال کمک کرد، بلکه الهام‌بخش بسیاری از دختران در سوئد نیز بود و نشان داد که زنان می‌توانند در کنار فعالیت‌های اجتماعی و شغلی خود، در عرصه ورزش نیز به موفقیت دست پیدا کنند.